# Fearless (film)
Fearless är en kinesisk film från 2006 baserad på den kinesiska wushumästaren Huo Yuanjias liv. Jet Li spelar antagonisten Yanujia och Yuen Woo-Ping står för actionkoreografin. Filmen följer Huo Yuanjia resa i livet från en liten pojke som mot sin fars vilja i hemlighet tränar wushu till att han i vuxen ålder representerar Kina i en tävling. Filmen betonar hur Yuanjias personlighet förändras från arrogant och skoningslös till ädel och hedersam.

## Handling
Huo Yuanjia växer upp i by Tianjin. Hans far, Huo Endi, driver en wushuskola men låter inte sin son träna då han lider av astma. Rollen som lärare gör att Endi ofta blir utmanad och ställer upp i ordnade matcher. Endi, som förespråkar ödmjukhet och anser att dessa matcher kan genomföras utan att någon blir illa skadad, skonar sin utmanare med att endast markera ett avslutande och tveklöst vinnande och troligen dödande slag. Han motståndare visar sig vara av en annan åsikt och överraskar Endi med att ytterligare attackera och vinner på så vis utmaningen. Yuanjia som bevittnat matchen, känner sig förnedrad och svär på att han ska återvinna familjen ära och stolthet och börjar träna utan sin fars vetskap. Han växer upp och blir riktigt skicklig och vinner utmaning efter utmaning. Till skillnad från hans nu bortgångne far, visar Yuanjia inte samma vördnad och skonsamhet mot sina motståndare, som han ansåg vara en svaghet och grund till skam.
Under resans gång får vi se hur hans framgångar och rykte som mästare påverkar hans personlighet, han dricker mycket söker sig till utmaningar och slagsmål. Rivaliteten mellan en annan mästare, Qin Lei, urartar och i en kamp dör han av Yuanjias skoningslöshet. Förstörd av skam och utan heder lämnar Yuanjia staden för att söka sig ett nytt liv. Han träffar den blinda bonden Moon som peppar Yuanjia med visdomsord och han är snart på fötter igen och beger sig tillbaka till Tianjin. Nu har han förstått och delar sin fars åskådning och ser att han varit egoistisk och använt sin skicklighet endast för att fylla sitt eget ego. Istället för utmana andra landsmän vill han nu istället hedra Kina och slåss för sitt land.
Huo Yuanjia rykte som obesegrad mästare sprider sig och han blir utmanad av Internationella Handelskammaren att delta i en tävling mot fyra utländska motståndare. Att möta fyra motståndare är orättvist men Yuanjia accepterar, han ser sin chans att hedra sitt land. Under tävlingens gång blir han dessutom förgiftad av den japanske motståndaren Tanakas manager.

## Om filmen

### Kritik
Beijing Film Studio och Anle Film Co. Ltd. stämdes av, Huo Shoujin, en ättling till Yuanjia. Han anser att Yuinjia porträtterats som en mördare av oskyldiga människor samt smutskastning av familjen då det i filmen inte är möjligt att Yuinjias har några ättlingar eftersom hans fru och enda son dödas.

### Director's Cut
Michelle Yeoh hade ursprungligen en roll i filmen som sedan klipptes bort helt då filmen ansågs för lång. Scenerna visar hur Yeoh försöker övertala den olympiska kommittén att införa wushu som en olympisk gren. Scenerna finns kvar i versionen "Director's cut" på DVD och Blu-Ray.

## Rollista (urval)
| Jet Li            | – Huo Yuanjia                                             |
| Dong Yong         | – Nong Jinsun - affärsman och barndomskompis till Yuanjia |
| Collin Chou       | – Huo Endi - Huo Yuanjias far                             |
| Betty Sun         | – Yueci - bonde som tar hand om Yuanjia                   |
| Nakamura Shidō II | – Anno Tanaka - den japanske mästaren                     |
| Michelle Yeoh     | – Ms Yang (i director's cut)                              |